# Sozialistische Arbeiterpartei (Schweiz)
Die Sozialistische Arbeiterpartei (SAP, französisch Parti Socialiste Ouvrier (PSO), später Sozialistische ArbeiterInnenpartei) war eine linke politische Bewegung in der Schweiz und die schweizerische Sektion der trotzkistischen Vierten Internationale. Sie ging 1980 durch Umbenennung aus der Revolutionären Marxistischen Liga (RML, französisch Ligue Marxiste Révolutionnaire – LMR) hervor.

## Revolutionäre Marxistische Liga
Die Revolutionäre Marxistische Liga war im Herbst 1969 nach Jugendunruhen als trotzkistische Abspaltung von der Partei der Arbeit der Schweiz (PdA) hervorgegangen und hatte sich vor allem aus Lehrlings- und Studentenkreisen rekrutiert. 1974 schloss sie sich der trotzkistischen IV. Internationalen an. Zusammen mit den Progressiven Organisationen (POCH) gehörte sie zu den wichtigsten Gruppierungen der Neuen Linken, die – im Gegensatz zu den traditionellen Linksparteien – auch ausserparlamentarisch mit Provokationen und gezielten Regelverstössen politisierte. Zahlenmässig am bedeutendsten war die Partei um 1975, als sie über etwa 500 Mitglieder, davon rund 150 im Kanton Waadt, verfügte. Damals beteiligte sie sich auch ernsthaft an Wahlen und erreichte einzelne Mandate auf kommunaler und kantonaler Ebene.

## Umbenennung, Eingliederung und Auflösung
Um die Verbundenheit mit der Arbeitswelt zu demonstrieren und gleichzeitig Antireflexen gegen Begriffe wie "Revolution" und "Marxismus" zu begegnen, gab sich die Partei den neuen Namen Sozialistische Arbeiterpartei, abgekürzt SAP. Damals entfernte sich die Partei auch allmählich vom Trotzkismus. Die von ihr lancierte eidgenössische Initiative für eine gesicherte Berufsbildung und Umschulung erreichte zwar die nötige Unterschriftenzahl, wurde aber 1986 vom Stimmvolk deutlich verworfen. Im Lauf der 1980er Jahre zeigten sich klare Auflösungstendenzen. Der letzte nationale Kongress tagte 1987, doch wurden die nationalen Strukturen noch bis 1991 aufrechterhalten. Danach ging die SAP sowohl auf nationaler als auch auf kantonaler Ebene endgültig in der Grün-Alternativen-feministischen Bewegung auf. Teile der Mitglieder organisierten sich in den Organisationen SolidaritéS (Romandie), Sozialistisch Grüne Alternative (Kanton Zug), Sozialistische Alternative/Solidarität (Kanton Basel-Stadt) oder dem Grünen Bündnis (Bern).
Seit 2002 existiert mit der Bewegung für den Sozialismus eine indirekte Nachfolgeorganisation, die von ehemaligen Aktivisten der RML/SAP gegründet wurde und inhaltliche Kontinuitäten zur Zeit vor der Auflösung der SAP aufweist. Sie hat im trotzkistischen Vereinigten Sekretariat der Vierten Internationalen einen Beobachterstatus inne.
Die RML und später die SAP gab die Zeitungen Brèche (französisch, monatlich, später zweiwöchentlich), Bresche (deutsch), Rosso (italienisch) und Rojo (spanisch) heraus. Die Bresche bestand bis 1994 – also über das Ende der Partei hinaus.

## Mitglieder
Der RML und SAP gehörten in ihren jüngeren Jahren mehrere Persönlichkeiten an, die später in dem Staat und in der Wirtschaft, welche die Bewegung revolutionieren wollte, verantwortungsvolle Positionen einnahmen, wie:
- Elisabeth Baume-Schneider, Ständerätin[1] und am 7. Dezember 2022 neu gewählte Bundesrätin[2]
- Therese Frösch, Nationalrätin[1]
- Serge Gaillard, Gewerkschaftsführer, später Chefbeamter[1]
- Jo Lang, Nationalrat[1]
- Hanspeter Uster, Regierungsrat[1]
- Daniel Vasella, Verwaltungsratspräsident von Novartis[1]
- Vasco Pedrina, Gewerkschaftsführer[1]